# Enshū-Bahnlinie
| Triebzug der Baureihe 2000 auf der Enshū-Linie |                   |                                         |                                         |
| |                   |                                         |                                         |
| Streckenlänge: | 17,8 km           |                                         |                                         |
| Spurweite: | 1067 mm (Kapspur) |                                         |                                         |
| Stromsystem: | 750 V =           |                                         |                                         |
| Streckengeschwindigkeit: | 70 km/h           |                                         |                                         |
| Zweigleisigkeit: | nein              |                                         |                                         |
| |                   |                                         |                                         |
| Gesellschaft: | Enshū Tetsudō     |                                         |                                         |
| \| \| \| Tōkaidō-Shinkansen / Tōkaidō-Hauptlinie \| \| \| \| \| Hamamatsu (浜松) \| \| \| \| 0,0 \| Shin-Hamamatsu (新浜松) \| 1927– \| \| \| \| Enshū-Magome (遠州馬込) \| 1924–1985 \| \| \| \| ← Nakanomachi-Linie \| 1909–1937 \| \| \| \| Ausweiche Enshū-Hamamatsu \| –1985 \| \| \| 0,5 \| Dai-ichi-dōri (第一通り) \| 1985– \| \| \| \| Enshū-Hamamatsu (遠鉄浜松) \| 1909–1985 \| \| \| \| → Okuyama-Linie \| 1914–1964 \| \| \| 0,8 \| Enshū-Byōin (遠州病院) \| 1985– \| \| \| 1,6 \| Hachiman (八幡) \| 1930– \| \| \| \| \| \| \| \| 2,4 \| Sukenobu (助信) \| 1909– \| \| \| 3,4 \| Hikuma (曳馬) \| 1909– \| \| \| 4,5 \| Kamijima (上島) \| 1909– \| \| \| \| \| \| \| \| \| Magome-gawa \| \| \| \| 5,5 \| Jidōsha-Gakkō-mae \| Jidōsha-Gakkō-mae \| \| \| \| (自動車学校前) \| 1909– \| \| \| \| Tōmei-Autobahn \| \| \| \| 6,6 \| Saginomiya (さぎの宮) \| 1909– \| \| \| 7,8 \| Sekishi (積志) \| 1909– \| \| \| 7,0 \| Enshū-Niimura (遠州新村) \| –1972 \| \| \| \| ← Kasai-Linie \| 1914–1944 \| \| \| 9,2 \| Enshū-Nishigasaki (遠州西ヶ崎) \| 1909– \| \| \| 10,2 \| Enshū-Komatsu (遠州小松) \| 1909– \| \| \| 11,2 \| Hamakita (浜北) \| 1909– \| \| \| \| → Seien-Bahn \| 1922–1937 \| \| \| 12,0 \| Misono-chūō-kōen \| Misono-chūō-kōen \| \| \| \| (美薗中央公園) \| 1951– \| \| \| 12,2 \| Enshū-Dōhon (遠州道本) \| –1927 \| \| \| 12,8 \| Kitanaka (北中) \| Kitanaka (北中) \| \| \| 13,3 \| Enshū-Kobayashi (遠州小林) \| 1909– \| \| \| 15,0 \| Enshū-Shibamoto (遠州芝本) \| 1909– \| \| \| \| Magome-gawa \| \| \| \| 16,3 \| Enshū-Gansuiji (遠州岩水寺) \| 1909– \| \| \| \| Shin-Tōmei-Autobahn \| \| \| \| \| ↓→ Tenryū-Hamanako-Linie \| 1940– \| \| \| 17,8 \| Nishi-Kajima (西鹿島) \| 1938– \| \| \| \| \| \| \| \| \| Enshū-Futamata (遠州二俣) \| 1909–1938 \| |                   |                                         |                                         |
| Strecke quer |                   | Tōkaidō-Shinkansen / Tōkaidō-Hauptlinie | Tōkaidō-Shinkansen / Tōkaidō-Hauptlinie |
| Strecke quer |                   | Hamamatsu (浜松)                        | Hamamatsu (浜松)                        |
| Kopfbahnhof Streckenanfang (Strecke außer Betrieb) · Kopfbahnhof Anfang Hochstrecke | 0,0               | Shin-Hamamatsu (新浜松)                 | 1927–                                   |
| Bahnhof quer (Strecke außer Betrieb) · Abzweig nach rechts und von rechts (Strecke außer Betrieb) · Strecke |                   | Enshū-Magome (遠州馬込)                 | 1924–1985                               |
| Strecke (außer Betrieb) · Strecke |                   | ← Nakanomachi-Linie                     | 1909–1937                               |
| Blockstelle (Strecke außer Betrieb) · Strecke |                   | Ausweiche Enshū-Hamamatsu               | –1985                                   |
| Strecke (außer Betrieb) · Haltepunkt / Haltestelle | 0,5               | Dai-ichi-dōri (第一通り)                | 1985–                                   |
| Bahnhof (Strecke außer Betrieb) · Strecke |                   | Enshū-Hamamatsu (遠鉄浜松)              | 1909–1985                               |
| Abzweig geradeaus und nach links (Strecke außer Betrieb) · Kreuzung (Querstrecke außer Betrieb) |                   | → Okuyama-Linie                         | 1914–1964                               |
| Strecke (außer Betrieb) · Bahnhof | 0,8               | Enshū-Byōin (遠州病院)                  | 1985–                                   |
| Bahnhof (Strecke außer Betrieb) · Bahnhof | 1,6               | Hachiman (八幡)                         | 1930–                                   |
| Abzweig geradeaus und von links (Strecke außer Betrieb) · Abzweig geradeaus und ehemals nach rechts |                   |                                         |                                         |
| Bahnhof (Strecke außer Betrieb) · Bahnhof | 2,4               | Sukenobu (助信)                         | 1909–                                   |
| Bahnhof (Strecke außer Betrieb) · Bahnhof | 3,4               | Hikuma (曳馬)                           | 1909–                                   |
| Bahnhof (Strecke außer Betrieb) · Bahnhof Ende Hochstrecke | 4,5               | Kamijima (上島)                         | 1909–                                   |
| |                   |                                         |                                         |
| Brücke über Wasserlauf |                   | Magome-gawa                             | Magome-gawa                             |
| Bahnhof | 5,5               | Jidōsha-Gakkō-mae                       | Jidōsha-Gakkō-mae                       |
| |                   | (自動車学校前)                          | 1909–                                   |
| |                   | Tōmei-Autobahn                          |                                         |
| Bahnhof | 6,6               | Saginomiya (さぎの宮)                   | 1909–                                   |
| Bahnhof | 7,8               | Sekishi (積志)                          | 1909–                                   |
| ehemaliger Haltepunkt / Haltestelle | 7,0               | Enshū-Niimura (遠州新村)                | –1972                                   |
| Abzweig geradeaus und ehemals von rechts |                   | ← Kasai-Linie                           | 1914–1944                               |
| Bahnhof | 9,2               | Enshū-Nishigasaki (遠州西ヶ崎)          | 1909–                                   |
| Bahnhof | 10,2              | Enshū-Komatsu (遠州小松)                | 1909–                                   |
| Bahnhof | 11,2              | Hamakita (浜北)                         | 1909–                                   |
| Abzweig geradeaus und ehemals nach links |                   | → Seien-Bahn                            | 1922–1937                               |
| Haltepunkt / Haltestelle | 12,0              | Misono-chūō-kōen                        | Misono-chūō-kōen                        |
| Strecke |                   | (美薗中央公園)                          | 1951–                                   |
| ehemaliger Haltepunkt / Haltestelle | 12,2              | Enshū-Dōhon (遠州道本)                  | –1927                                   |
| ehemaliger Haltepunkt / Haltestelle | 12,8              | Kitanaka (北中)                         | Kitanaka (北中)                         |
| Bahnhof | 13,3              | Enshū-Kobayashi (遠州小林)              | 1909–                                   |
| Bahnhof | 15,0              | Enshū-Shibamoto (遠州芝本)              | 1909–                                   |
| Brücke über Wasserlauf |                   | Magome-gawa                             | Magome-gawa                             |
| Bahnhof | 16,3              | Enshū-Gansuiji (遠州岩水寺)             | 1909–                                   |
| |                   | Shin-Tōmei-Autobahn                     |                                         |
| Strecke · Strecke von links |                   | ↓→ Tenryū-Hamanako-Linie                | 1940–                                   |
| | 17,8              | Nishi-Kajima (西鹿島)                   | 1938–                                   |
| |                   |                                         |                                         |
| Kopfbahnhof Streckenende (Strecke außer Betrieb) · Strecke |                   | Enshū-Futamata (遠州二俣)               | 1909–1938                               |

Die Enshū-Bahnlinie (jap. 遠州鉄道線, Enshū Tetsudō-sen), offiziell Tetsudō-sen (鉄道線, „Bahnlinie“) genannt, ist eine Eisenbahnstrecke auf der japanischen Insel Honshū. Sie wird von der Bahngesellschaft Enshū Tetsudō (Entetsu) betrieben. In der Präfektur Shizuoka verbindet sie das Stadtzentrum von Hamamatsu mit den nördlichen suburbanen Stadtbezirken. Umgangssprachlich wird auch die Bezeichnung Akaden (赤電, „Roter Zug“) verwendet.

## Beschreibung
Die 17,8 km lange Strecke ist kapspurig, eingleisig und mit 750 V Gleichspannung elektrifiziert. Erschlossen werden 18 Bahnhöfe und Haltestellen, wobei Zugkreuzungen – von zwei Ausnahmen abgesehen – an allen Zwischenstationen möglich sind. Der südliche Ausgangspunkt Shin-Hamamatsu ist nicht direkt mit dem Bahnhof Hamamatsu verbunden, sondern liegt etwa 150 m westlich davon und bildet einen integralen Bestandteil des Entetsu-Kaufhauses. Auf den ersten knapp fünf Kilometern verläuft die Strecke aufgeständert auf einem Viadukt durch das Stadtzentrum, ab der Station Jidōsha-Gakkō-mae ebenerdig und mit mehreren Niveauübergängen. Sie endet im Bahnhof Nishi-Kajima, wo auf die Tenryū-Hamanako-Linie der Bahngesellschaft Tenryū Hamanako Tetsudō umgestiegen werden kann; zwischen beiden Linien besteht jedoch keine Gleisverbindung.

## Züge
Trotz der Eingleisigkeit der Strecke ist der Verkehr auf der Strecke sehr dicht. Tagsüber wird durchgehend ein 12-Minuten-Takt angeboten, am frühen Morgen und späten Abend verkehren die Züge alle 20 Minuten. Zwei fest aneinander gekuppelte Triebwagen bilden die Grundeinheit. Während der Hauptverkehrszeit und bei Großveranstaltungen werden zwei solcher Einheiten zu einem aus vier Wagen bestehenden Triebwagenzug zusammengesetzt, der Takt wird jedoch nicht verkleinert. Alle Züge sind dunkelrot gestrichen, daher auch der Spitzname Akaden („Roter Zug“) für die Bahnlinie.

## Geschichte
Das in mehreren japanischen Städten tätige Straßenbahnunternehmen Dai Nippon Kidō (大日本軌道) eröffnete am 6. Dezember 1909 die Enshū-Bahnlinie. Sie führte zunächst von Itaya-chō nach Kajima (spätere Namen: Enshū-Hamamatsu bzw. Enshū-Futamata) und hatte eine Spurweite von 762 mm. Nach der Liquidation der Dai Nippon Kidō bildete sich am 12. November 1919 aus der bisherigen Zweigstelle Hamamatsu ein eigenständiges Unternehmen, aus dem wiederum dreieinhalb Jahrzehnte später die heutige Enshū Tetsudō entstand. Am 1. April 1923 wurde die Strecke elektrifiziert und auf Kapspur (1067 mm) umgespurt. Aus rechtlicher Sicht war die Strecke damit nicht mehr als Straßenbahn, sondern als Eisenbahn klassifiziert.
An ihrem stadtseitigen Ende wurde die Strecke am 1. Februar 1924 nach Enshū-Magome verlängert, zunächst aber nur für den Güterverkehr. Am 1. September 1927 folgte die Verlängerung nach Asahi-machi (heute Shin-Hamamatsu). Dabei mussten Personenzüge in Enshū-Magome eine Spitzkehre befahren. Durch die Aufhebung der bisherigen nördlichen Endstation Enshū-Futamata und der Eröffnung des neuen Bahnhofs Nishi-Kajima verkürzte sich die Strecke am 1. März 1938 um etwa vierhundert Meter. Von 1953 bis 1972 bot die Entetsu Schnellzüge auf der Strecke an, in den Jahren 1958 bis 1966 verkehrten einzelne Züge über Nishi-Kajima hinaus nach Tenryū-Futamata. Am 21. November 1961 erhöhte die Entetsu die Fahrdrahtspannung von 600 auf 750 V. Sie stellte am 1. April 1976 den Güterverkehr ein und verlegte am 23. Dezember 1977 das Betriebswerk von Enshū-Nishigasaki nach Nishi-Kajima.
Im Dezember 1980 begannen die Arbeiten an der ersten Etappe des Viadukts zwischen Shin-Hamamatsu und Hachiman, die Inbetriebnahme erfolgte fünf Jahre später am 1. Dezember 1985. Durch den Wegfall der Spitzkehre verringerte sich die Fahrtzeit um vier Minuten. Durch die Verlegung des Bahnhofs Enshū-Shibamoto (und damit die Schaffung einer weiteren Kreuzungsmöglichkeit) konnte die Fahrtzeit am 1. Dezember 1990 um weitere vier Minuten reduziert werden. Ab 24. November 2012 reichte die Viaduktstrecke weiter bis kurz vor die Station Jidōsha-Gakkō-mae, wodurch erneut etliche Bahnübergänge aufgehoben werden konnten.

## Bilder

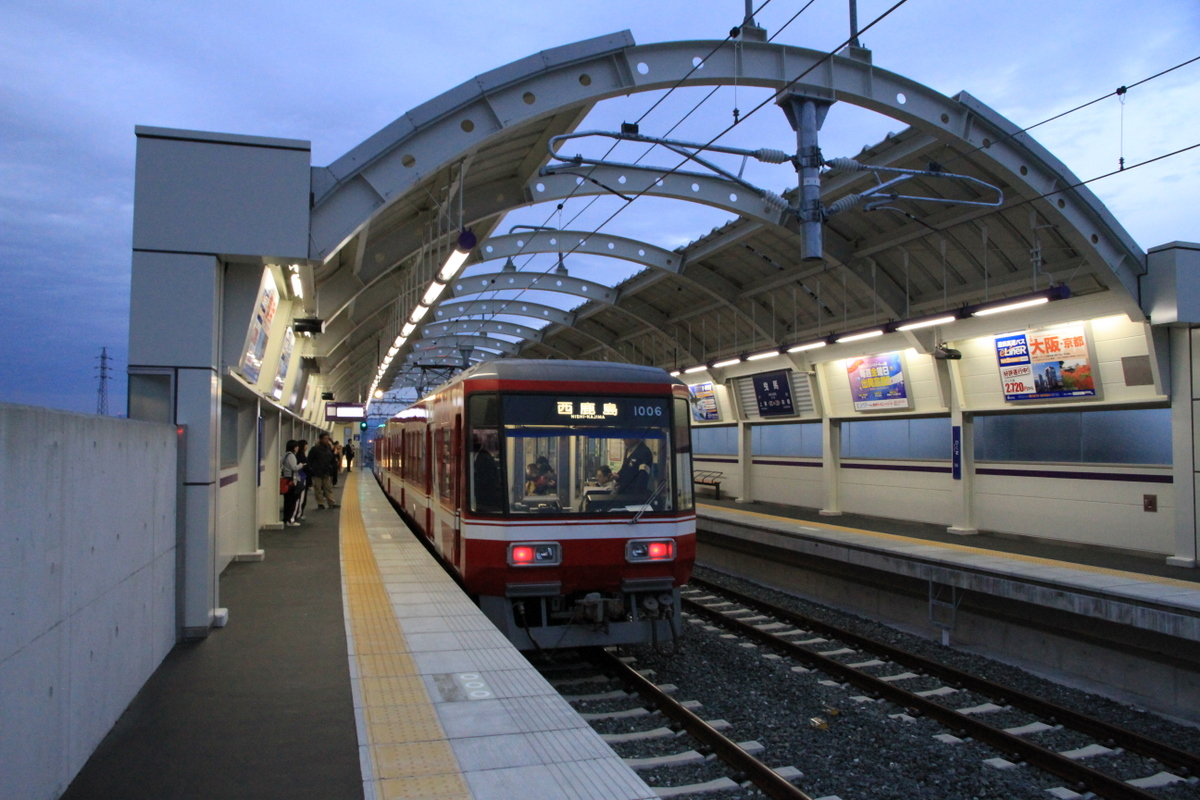
Triebzug der Baureihe 1000 im Bahnhof Hikuma
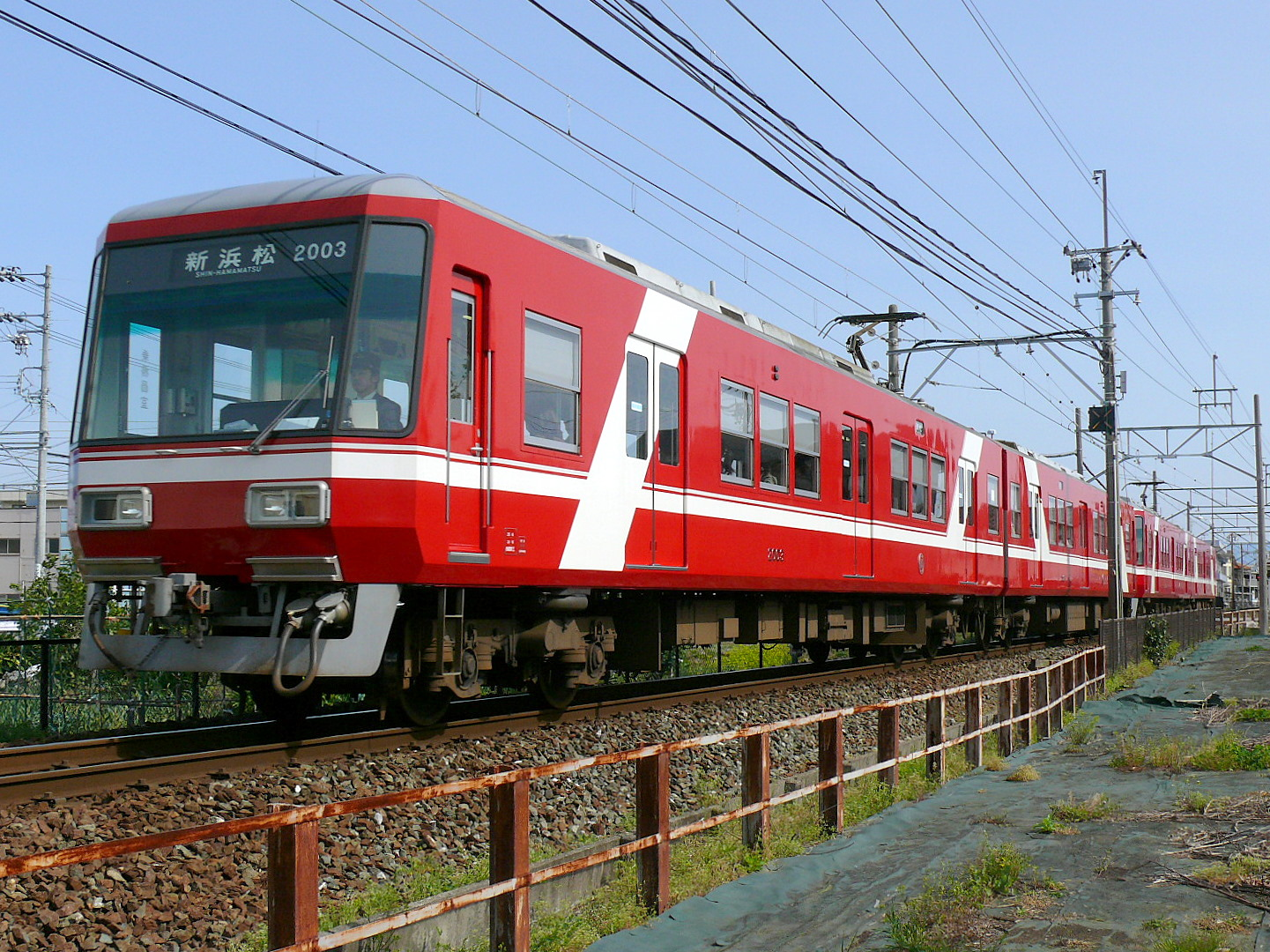
Triebwagenzug der Baureihe 2000
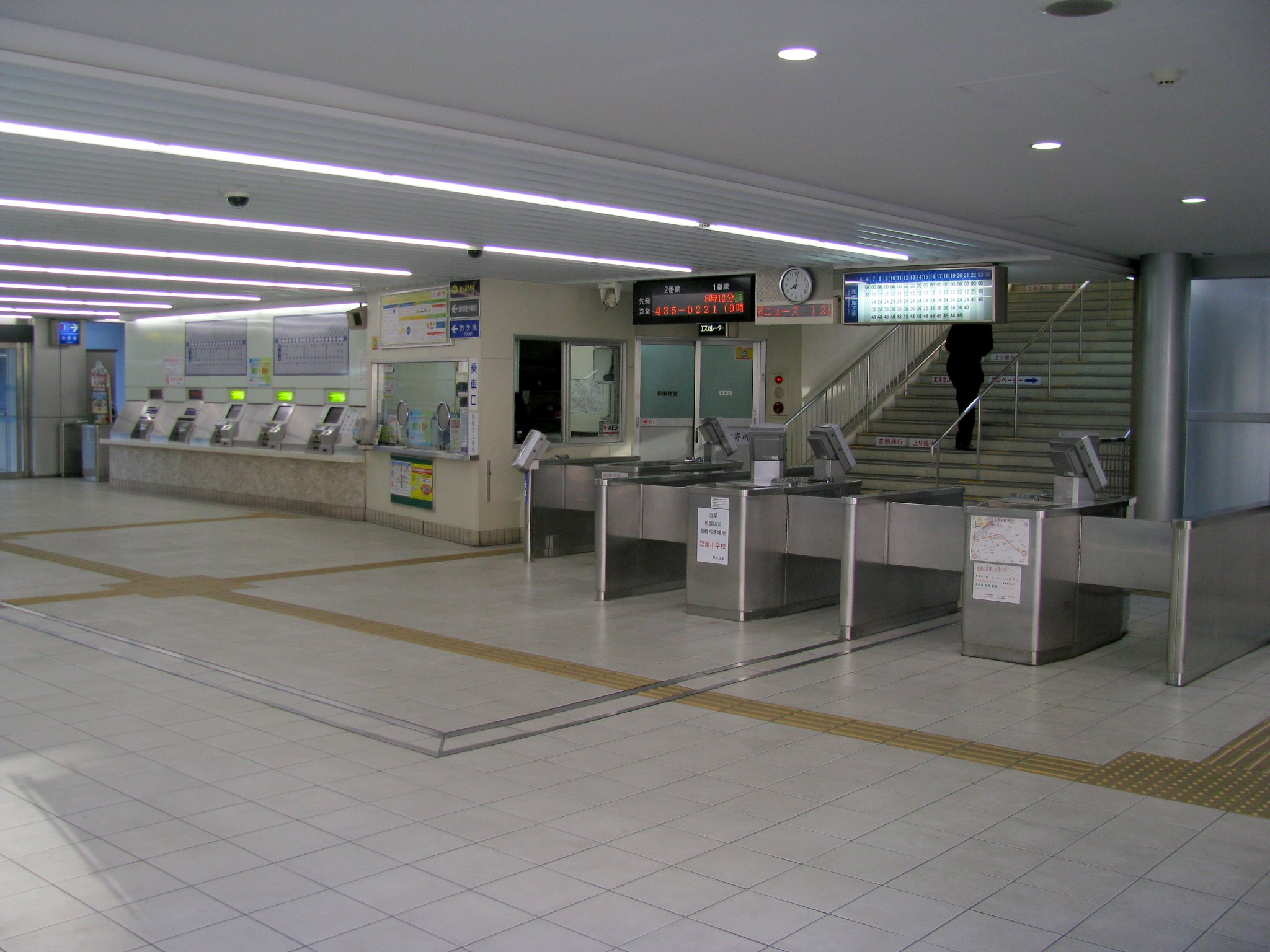
Eingangshalle Bahnhof Shin-Hamamatsu
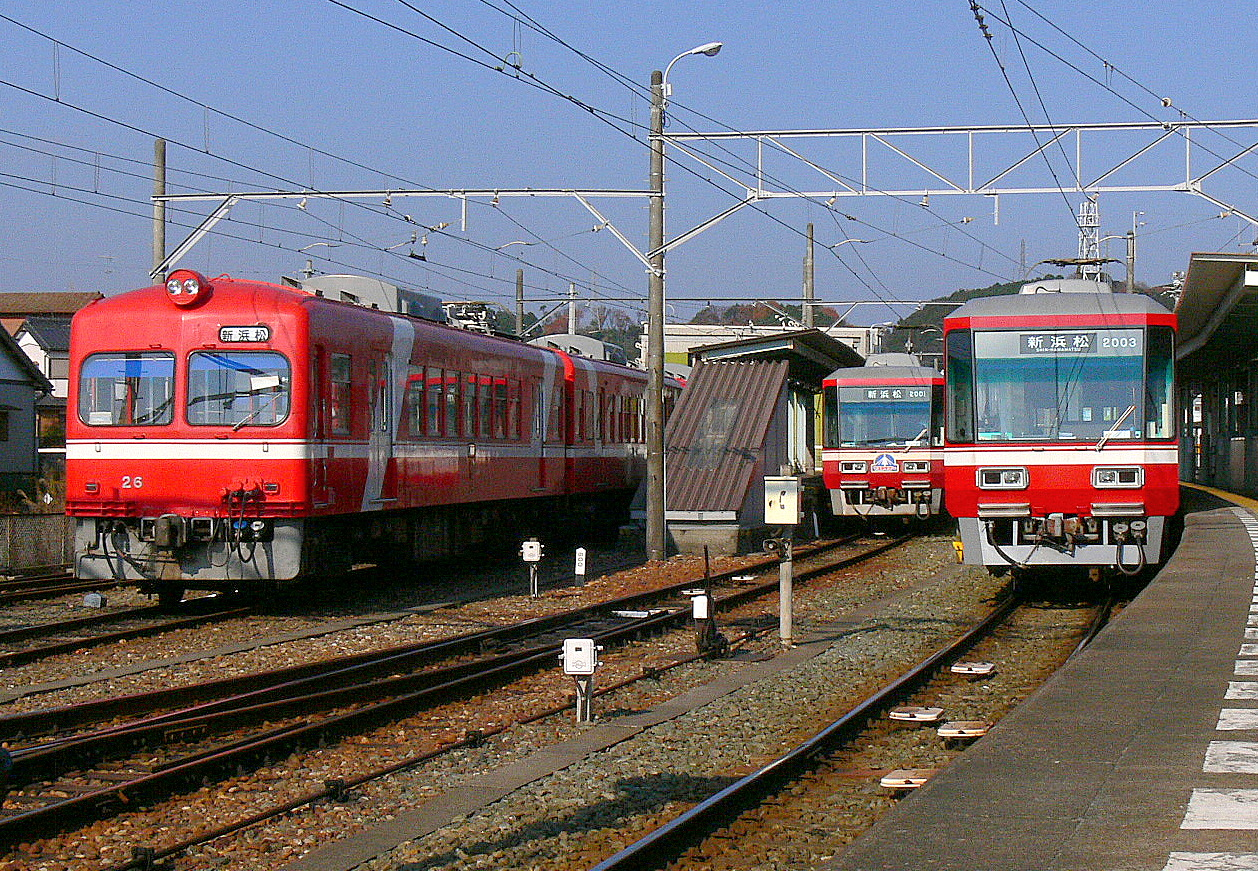
Bahnhof Nishi-Kajima

## Liste der Bahnhöfe
| Name | Name                             | km   | Anschlusslinien                                          | Lage   | Ort                  |
| ---- | -------------------------------- | ---- | -------------------------------------------------------- | ------ | -------------------- |
| 01   | Shin-Hamamatsu (新浜松)          | 00,0 | im Bhf. Hamamatsu: Tōkaidō-Shinkansen Tōkaidō-Hauptlinie | Koord. | Chūō-ku, Hamamatsu   |
| 02   | Dai-ichi-dōri (第一通り)         | 00,5 |                                                          | Koord. | Chūō-ku, Hamamatsu   |
| 03   | Enshū-Byōin (遠州病院)           | 00,8 |                                                          | Koord. | Chūō-ku, Hamamatsu   |
| 04   | Hachiman (八幡)                  | 01,6 |                                                          | Koord. | Chūō-ku, Hamamatsu   |
| 05   | Sukenobu (助信)                  | 02,4 |                                                          | Koord. | Chūō-ku, Hamamatsu   |
| 06   | Hikuma (曳馬)                    | 03,4 |                                                          | Koord. | Chūō-ku, Hamamatsu   |
| 07   | Kamijima (上島)                  | 04,5 |                                                          | Koord. | Chūō-ku, Hamamatsu   |
| 08   | Jidōsha-Gakkō-mae (自動車学校前) | 05,3 |                                                          | Koord. | Chūō-ku, Hamamatsu   |
| 09   | Saginomiya (さぎの宮)            | 06,6 |                                                          | Koord. | Chūō-ku, Hamamatsu   |
| 10   | Sekishi (積志)                   | 07,8 |                                                          | Koord. | Chūō-ku, Hamamatsu   |
| 11   | Enshū-Nishigasaki (遠州西ヶ崎)   | 09,2 |                                                          | Koord. | Chūō-ku, Hamamatsu   |
| 12   | Enshū-Komatsu (遠州小松)         | 10,2 |                                                          | Koord. | Hamana-ku, Hamamatsu |
| 13   | Hamakita (浜北)                  | 11,2 |                                                          | Koord. | Hamana-ku, Hamamatsu |
| 14   | Misono-chūō-kōen (美薗中央公園)  | 12,0 |                                                          | Koord. | Hamana-ku, Hamamatsu |
| 15   | Enshū-Kobayashi (遠州小林)       | 13,3 |                                                          | Koord. | Hamana-ku, Hamamatsu |
| 16   | Enshū-Shibamoto (遠州芝本)       | 15,0 |                                                          | Koord. | Hamana-ku, Hamamatsu |
| 17   | Enshū-Gansuiji (遠州岩水寺)      | 16,3 |                                                          | Koord. | Hamana-ku, Hamamatsu |
| 18   | Nishi-Kajima (西鹿島)            | 17,8 | Tenryū-Hamanako-Linie                                    | Koord. | Tenryū-ku, Hamamatsu |